# 하세가와 하루히사
하세가와 하루히사(일본어: 長谷川 治久, 1957년 4월 14일 ~ )는 일본의 전 축구 선수이다.

## 국가대표팀 경력
그는 1978년 11월 19일 소련과의 경기에서 일본 국가대표팀에 데뷔했다. 1978년 아시안 게임에도 출전했다. 그는 1981년까지 국제 A매치 통산 15경기에 출전, 4득점을 넣었다.

## 통계
| 일본 | 일본 | 일본 |
| 연도 | 출전 | 득점 |
| ---- | ---- | ---- |
| 1978 | 4    | 0    |
| 1979 | 1    | 0    |
| 1980 | 9    | 4    |
| 1981 | 1    | 0    |
| 통산 | 15   | 4    |